# Silvius zaitzevi
Silvius zaitzevi är en tvåvingeart som beskrevs av Olsufjev 1941. Silvius zaitzevi ingår i släktet Silvius och familjen bromsar. Inga underarter finns listade i Catalogue of Life.